# 丹波敬三

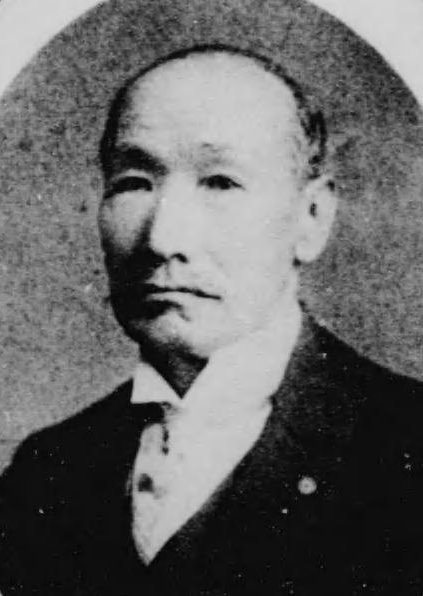
丹波敬三

丹波 敬三（たんば けいぞう、1854年2月25日（嘉永7年1月28日） - 1927年（昭和2年）10月19日）は、明治・大正期の薬学者。摂津国八部郡走水村（現・兵庫県神戸市）出身。蘭方医・丹波元礼の三男。丹波直次、丹波哲郎、丹波明の祖父。丹波義隆の曾祖父。先祖は丹波康頼（丹波氏）。そして直系である丹波家がその末裔。姪の子に大野龍太。

## 経歴
東京大学製薬学科（現在の薬学部）第一期の卒業生で、ドイツのエアランゲン大学に自費留学して衛生学・裁判化学を学ぶ。1887年（明治20年）に帰国後、改組されて東京帝国大学医科大学薬学科となった母校の教授となり、梅毒治療薬「サルバルサン」を研究し、これを国産化。「タンバルサン」と命名し、国内で販売すると共に、薬事法の概要の制定に携わるなど、日本の近代薬学の基礎を築いた。1912年（明治45年）、第5代日本薬剤師会会長となる。1917年（大正6年）、東京薬学専門学校（現在の東京薬科大学）校長となり、同年勲一等瑞宝章受章。1927年（昭和2年）に死去し、多磨霊園に葬られる。
日本における裁判化学の草分けでもあり、帰国後東京帝国大学で裁判化学を教えたほか、野口男三郎事件では被害者の内臓の毒物を調べ、裁判化学の有効性を証明した。

## 栄典
- 1881年（明治14年）8月 - 正七位
- 1892年（明治25年）2月29日 - 従六位[6]
- 1896年（明治29年）3月30日 - 正六位[7]
- 1897年（明治30年）5月20日 - 褒状
- 1897年（明治30年）6月26日 - 勲六等瑞宝章[8]
- 1898年（明治31年）4月30日 - 従五位[9]
- 1898年（明治31年）9月10日 - 正五位[10]
- 1899年（明治32年）6月20日 - 勲五等瑞宝章[11]
- 1899年（明治32年）9月18日 - 木杯一個
- 1900年（明治33年）12月20日 - 勲四等瑞宝章[12]
- 1903年（明治36年）4月10日 - 従四位[13]
- 1903年（明治36年）12月26日 - 勲三等瑞宝章[14]
- 1906年（明治39年）12月27日 - 金杯一組
- 1908年（明治41年）6月20日 - 正四位[15]
- 1910年（明治43年）12月26日 - 勲二等瑞宝章[16]
- 1913年（大正2年）8月11日 - 従三位[17]
- 1915年（大正4年）11月10日 - 大礼記念章
- 1917年（大正6年）12月24日 - 勲一等瑞宝章[18]
- 1918年（大正7年）2月12日 - 正三位[19]